# أبوسوم بنما الضئيل
أبوسوم بنما الضئيل (الاسم العلمي:Marmosops invictus)، هو نوع من الأبوسوم يتواجد في بنما.